# Bob Basset
Сергій Петров (нар. 1976), відомий професійно як Bob Basset, — український художник і співзасновник однойменної художньої студії. 
Артстудія створює предмети мистецтва, такі як маски, сумки, клатчі, браслети, футляри та багато іншого в жанрі техно-романтизму. Художник працює в основному зі шкірою, металом, каменем, деревом, кісткою, керамікою та склом. З роками шкіряні маски стали головним об'єктом його художньої практики, вони використовувалися на різноманітних аренах. Вироби Bob Basset виставлялися в усьому світі, часто — в якості головних атрибутів на показах Тижней Моди, на виставках і проєктах, включаючи Міжнародний день музеїв. Брав участь або мав персональні виставки у Великій Британії, Австрії, Франції, Південній Кореї, Китаї, США, Перу, Канаді та в багатьох містах в Україні (Одеса, Полтава та кілька у Києві та Харкові). Більшість творів Bob Basset зберігаються в приватних колекціях по всьому світу.
Студія була заснована в 1989 році Сергієм Петровим і його братом Олегом у Харкові, Україна. Після смерті Олега у 2011 році Сергій Петров став обличчям, головним художником і менеджером бренду. 
У 2016 році Bob Basset був включений до списку дев'яти революційних українських дизайнерів. Витвори студії були високо оцінені засновником стилю стимпанк Вільямом Гібсоном, режисером і художником Девідом Лінчем, автором посткіберпанку та наукової фантастики Корі Докторовим. Bob Basset створював маски та інші предмети для бренду Givenchy, стилістів Panos Yiapanis та Ріккардо Тіші. Також студія працювала з українськими брендами sasha.kanevski та L'UVE (у партнерстві з дизайнеркою Валерією Ковальською). Маска з колекції Bob Basset Mashrabiya використовувалася в фотосесії голлівудської акторки Елізабет Бенкс. Ряд масок Bob Basset був створений для фільму, який продюсували компанія Рідлі Скотта, Ridley Scott Associates (RSA Films), та Майкл Бей, для фільму Metallica: Крізь неможливе, а також застосовувався для просування американського телешоу Останній корабель. 
Маски Bob Basset часто з'являються у музичних кліпах відомих виконавців. З 2013 року Bob Basset виготовляє маски для Сіда Вілсона з музичного гурту Slipknot (США); студія також працювала з Metallica (США), Korn (США), Авріл Лавін (США), Otep (США), Tantric (США), Зейном Маліком (Велика Британія), DJ Jungleboi (Велика Британія), DJ R3hab (Нідерланди), гуртом Beissoul & Einius (Литва), рокгуртом Ghost (Швеція). 
Bob Basset створив маску для персонажа браузерної гри від міжнародної компанії Plarium та маску для проєкту Iron Custom Motorcycles із рекорду швидкості. 
Bob Basset з'являвся в багатьох українських та іноземних ЗМІ, зокрема у Vogue International (США), The New York Times (США), The New York Times Fashion Magazine (США), Flaunt (США), WAD (Франція), Vice U.K. (Велика Британія), Bizarre (Велика Британія), INSIDE Artzine (Німеччина), Trendson magazine (Гонг-Конг), Dazed (Велика Британія), METCHA, Wired Italia (Італія) та інших. 
Також Bob Basset створив персональні колекції: Mashrabiya (2014), Survivors (2015), Calvary (або Golgotha) (2016) та Turnskin (2019). 
Сергій Петров включений в антологію сучасного українського візуального мистецтва «НеСвідоме мистецтво. Художні рефлексії. Україна після 2013-го» Олесі Геращенко (Шамбур). 

## Творчість

### Стиль, робочий процес і матеріали

#### Техноромантизм
Перші творіння Bob Basset розглядались як предмети у стилі стимпанк, із часом митців стали називати «гуру стимпанку». Проте брати Петрови вважали себе основоположниками власного стилю: «техноромантизму».
З роками Bob Basset стає відомим як «піонер техноромантизму». Сергій Петров часто описує свої студійні роботи як «реальні об'єкти з нереальних світів».
Техноромантизм не має чітких правил, тому художник вільно змішує різні стилі, предмети й матеріали. Стиль передбачає ідеалізацію технології та механіки, романтизацію процесу творення та його результатів. «Мій стиль – техноромантизм. Оспівування мистецтвом здатності людини до творення через перетворення довколишньої реальності. Не тільки мистецтво результату, а і мистецтво процесу. Здатність людського сприйняття антропоморфності», — пояснює техноромантизм Сергій Петров.

#### Робочий процес і команда
Петров вважає все, що його оточує, джерелом натхнення для власної творчості, від людських емоцій до предметів і природи. Він захоплений експериментами з технологіями та пошуком нових навичок. Художник не малює первинних ескізів, а створює об’єкти безпосередньо на основі якостей і характеристик матеріалу, адже вважає, що «інструмент має великий вплив на результат».
На виготовлення однієї маски митець витрачає від десяти годин до року. Щоб маска не лише естетично виглядала, а й була зручною на практиці, Петров продумує систему вентиляції та іноді влаштовує випробування, щоби впевнитись, що виріб буде придатним і комфортним для використання.
У студії працює команда з чотирьох-шести дизайнерів, але кількість людей, задіяних у конкретному проєкті, залежить від завдання. Загалом Сергій не допускає у майстерню сторонніх.

#### Матеріали
Основний матеріал Bob Basset — шкіра. Він також використовує метал, камінь, дерево, кістку, кераміку та скло. Для художника важливо, щоби задіяна у виробництві шкіра мала етичне походження, тобто була продуктом тваринництва — не лише тому, що робочі процеси залежать від якості, але й щоби продемонструвати повагу до матеріалу. У студії використовується шкіра з багатьох країн, у тому числі з України, Білорусі, з Італії та Африки. Після початку повномасштабного вторгнення студія відмовилася від використання матеріалів з Білорусі.

Samples of Bob Basset masks
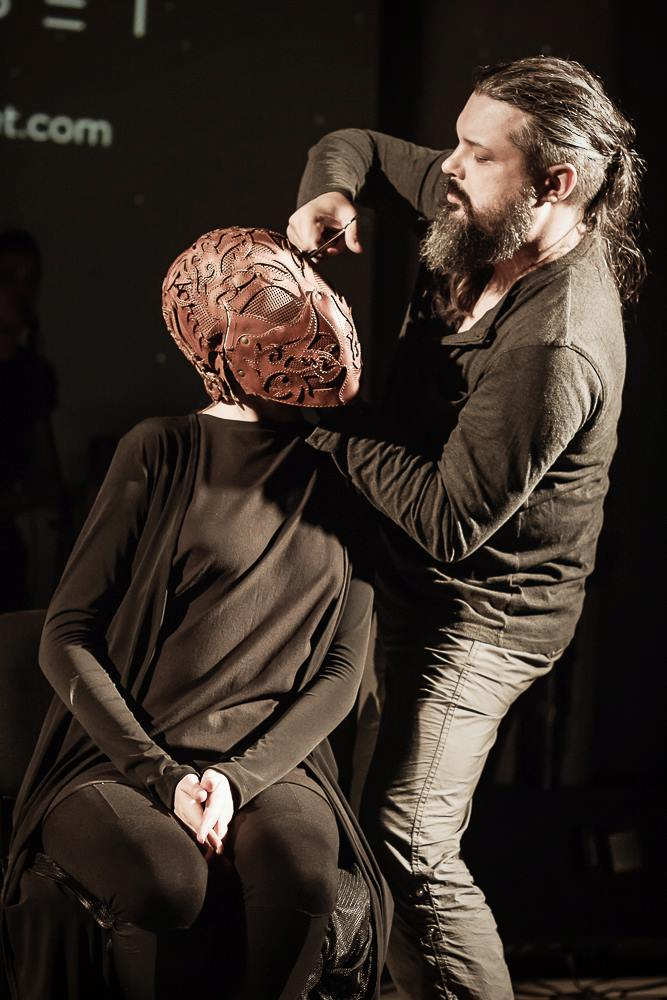
Bob Basset представляє свою маску на артперформансі Behind the Mask, ГОГОЛЬFEST, 2015
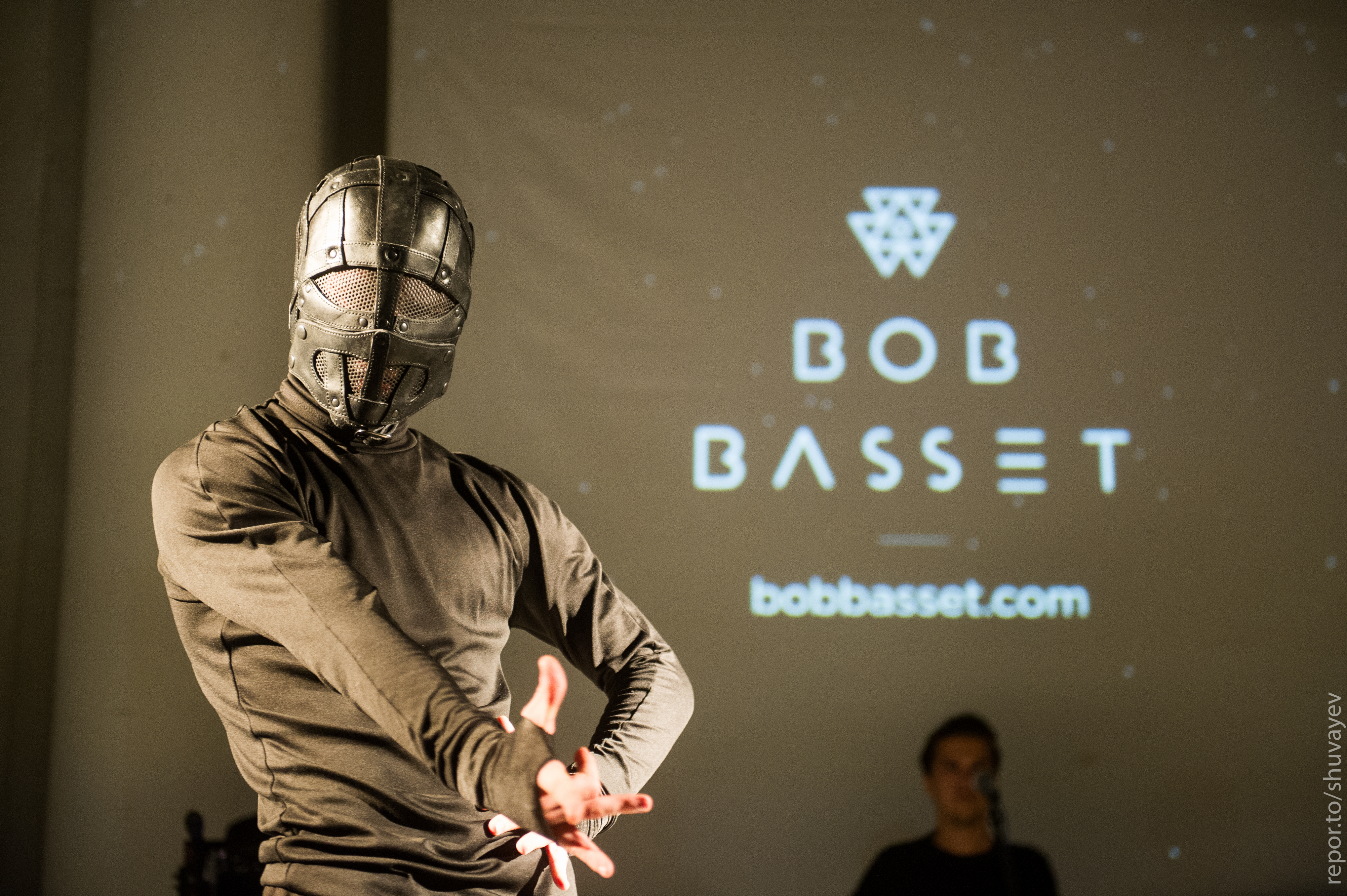
Шкіряна маска Bob Basset на артперформансі Behind the Mask, ГОГОЛЬFEST, 2015
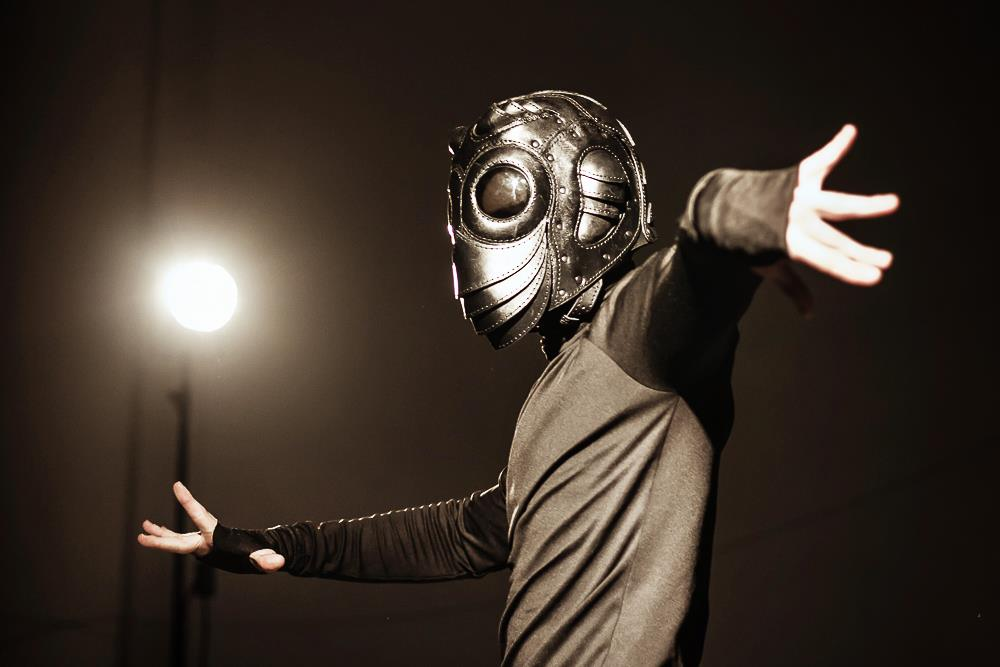
Шкіряна маска Bob Basset на артперформансі Behind the Mask, ГОГОЛЬFEST, 2015
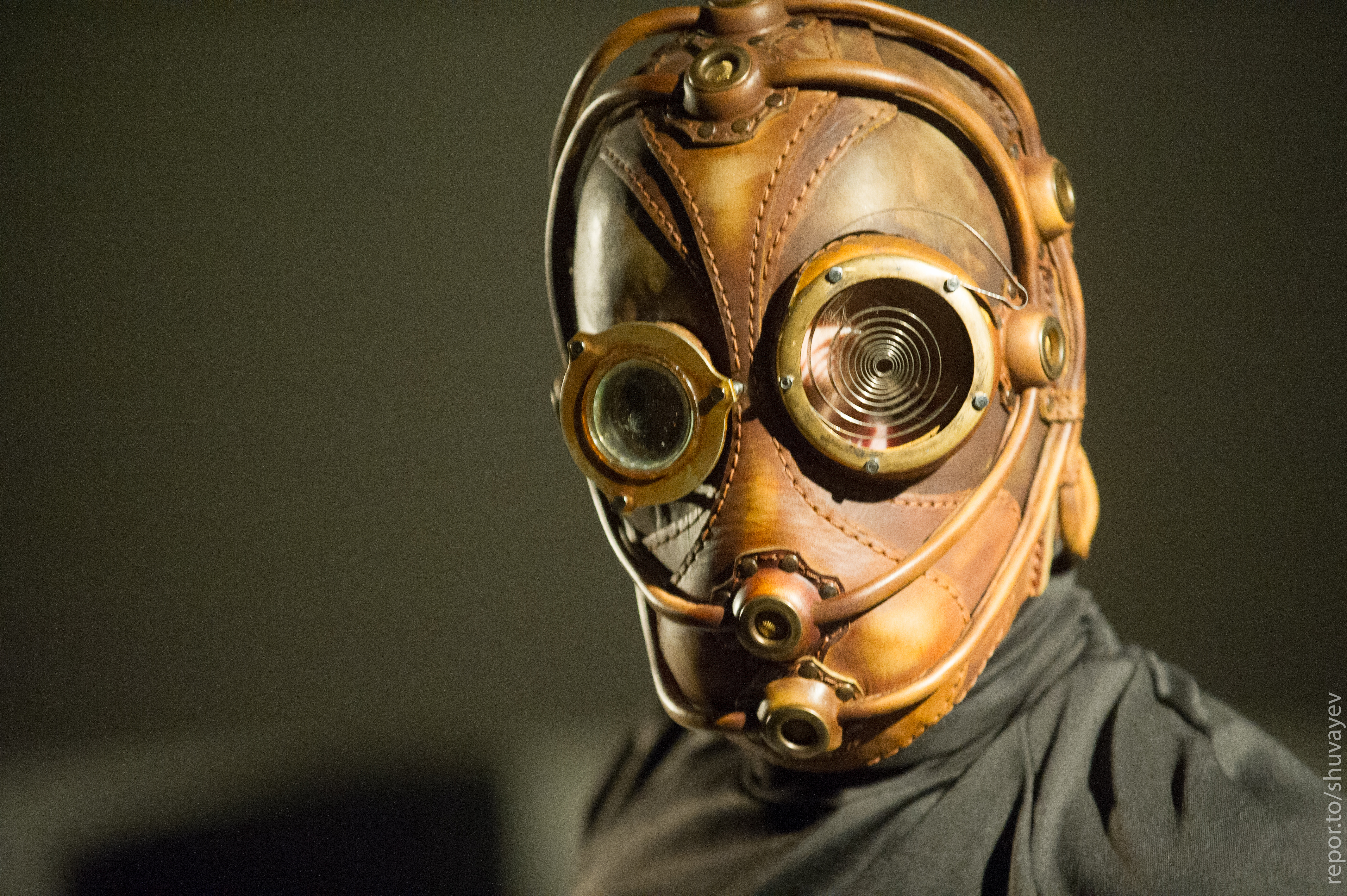
Шкіряна маска Bob Basset на артперформансі Behind the Mask, ГОГОЛЬFEST, 2015

### Предмети

#### Маски
Маски стали основним об’єктом творчості Bob Basset. Він робить унікальні шкіряні предмети, які використовуються в різних областях, таких як мода, музика, кіно тощо.
У портфоліо студії понад тисячу масок, у тому числі маски, що зображують демонів, зомбі, єдинорогів, інопланетян, різних тварин і драконів. Bob Basset створив кілька різних масок черепів і коней, а також маску з рогами, схожими на пазурі. Деякі з витворів Bob Basset — це знамениті маски Сіда Вілсона, маска чумного лікаря, Ктулху, маска Давида Мікеланджела, маска, яка виглядає як шолом Дарта Вейдера та ортодоксальний Ван Хелсінг (в якому є динамік для відлякування демонів). Усі маски Bob Basset мають складну структуру; деякі з них мають вбудовані системи охолодження, 3D-окуляри та лазери.
Bob Basset зробив маски для байкерів, зокрема мотоциклетний шолом для приватної колекції та байкерську маску для проєкту Iron Custom Motorcycles зі встановлення рекорду швидкості Inspirium.

#### Дракони
Співзасновник Олег Петров із дитинства захоплювався драконами, тому дракони стали одним з основних об’єктів, які, що випускаються студією Bob Basset. Протягом багатьох років з’явилася низка різних драконів, створених у студії, у тому числі сумки, шоломи, іграшки, маски та костюми.
У 2006 році студія представила рюкзак Dragon Backpack, що став відомим в Інтернеті. Станом на 2018 рік, через 12 років після першої презентації, рюкзак і дотепер популярний серед шанувальників шкіряних виробів студії.
Зрештою, оригінальний рюкзак був проданий в приватну колекцію, і Bob Basset створив копію, яка також отримала широке обговорення. У 2015 році новина про створення репліки Dragon Backpack Bob Basset була репостована майже 100 тисяч разів, а лайкнули її понад 44 000 користувачів Facebook.

#### Інші предмети
Протягом багатьох років студія Bob Basset виготовила низку «дивних предметів мистецтва». Це, наприклад, пристрій, який допомагає людині спілкуватися з інопланетянами, черепаха, яка слугувала контейнером для ножів. У якийсь момент студія створила сапфірові ножі та шкіряні крила з чотириметровим розмахом.
У 2011 році студія випустила шкіряні ялинкові іграшки в стилі стимпанк.

Leather items by Bob Basset
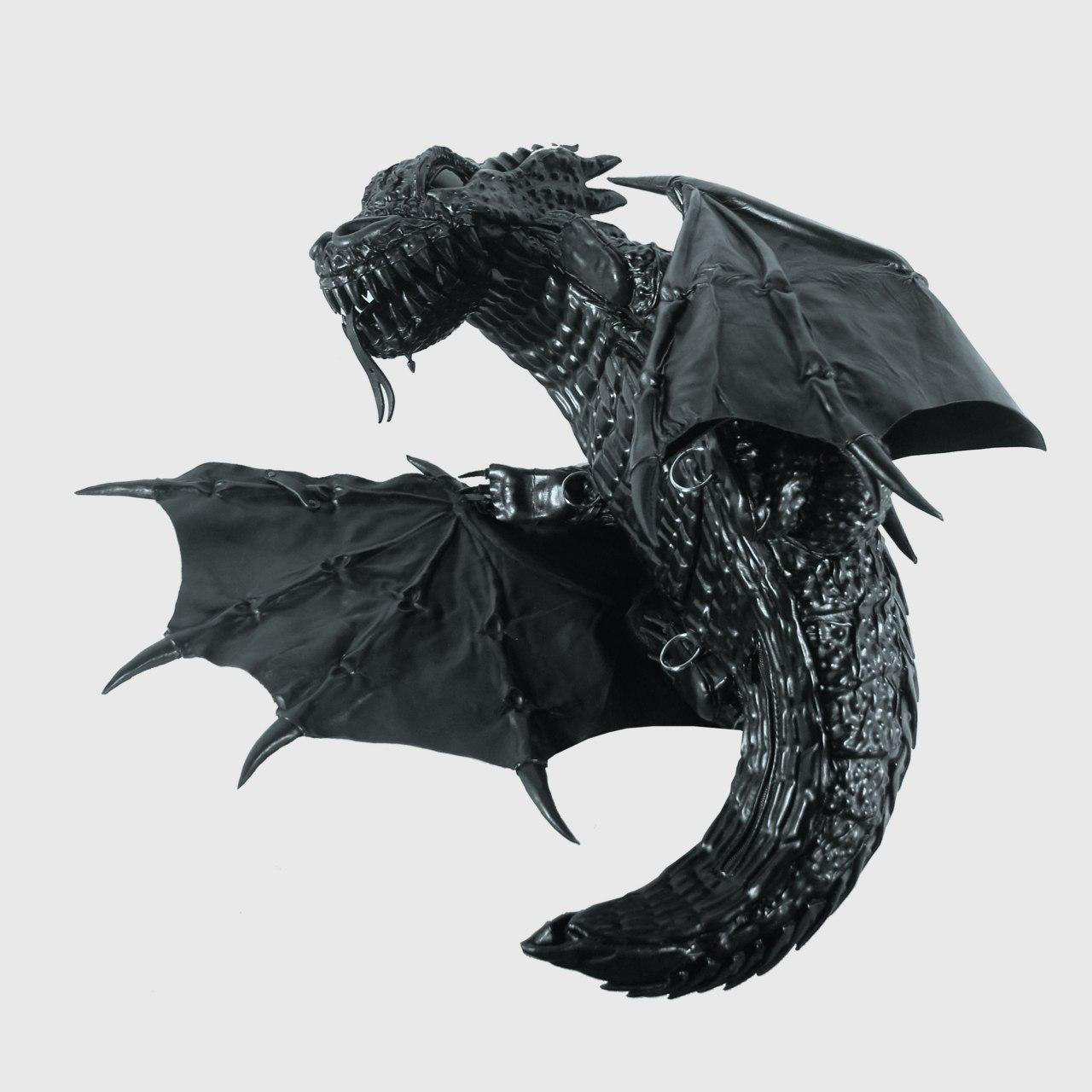
Рюкзак Bob Basset Dragon Backpack
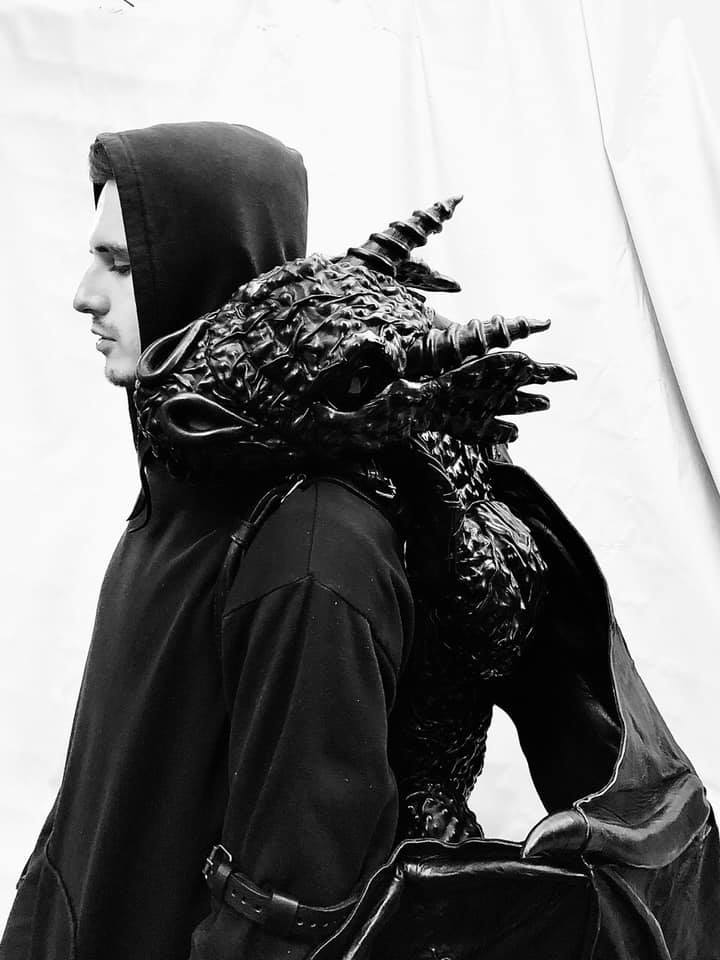
Чоловік з рюкзаком Bob Basset Dragon Backpack
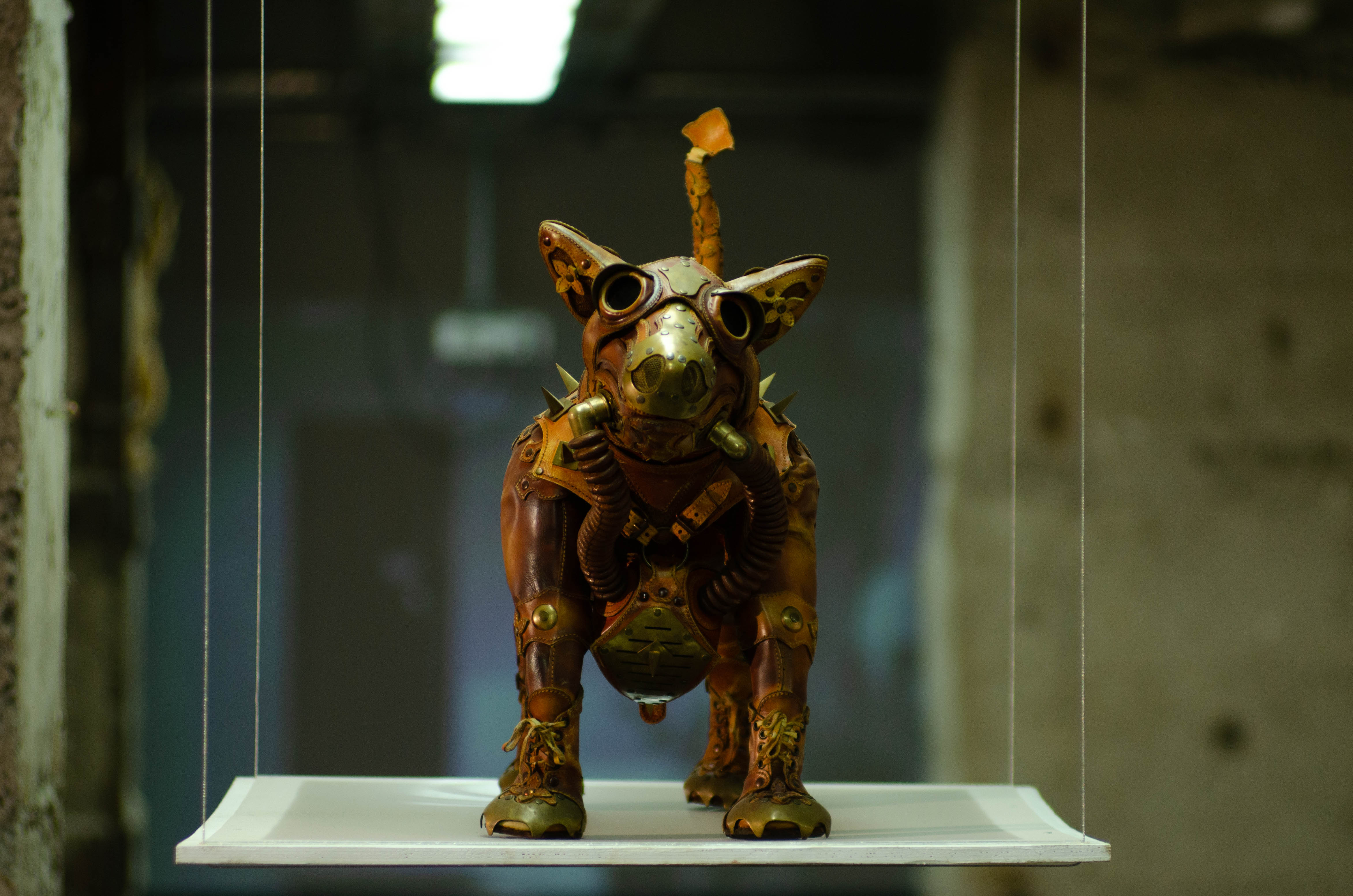
Steampunk Dog Bob Basset

## Історія

### Вплив Олега Петрова
Бренд Bob Basset був заснований у 1989 році братами Олегом та Сергієм Петровим як шкіряна майстерня в Харкові, Україна. Студія була названа на честь собаки Олега Петрова, басет-гаунд на прізвисько Боб.
До того, як студію назвали Bob Basset, це було прізвисько старшого з братів, Олега. За спеціальністю Олег був металургом, але зі шкірою працював з дитинства. Натхненний книгою «Два маленькі дикуни» авторства Ернест Томпсон Сетон, він шив одяг індіанців протягом 12-ти років. Перші шкіряні чоботи він зробив у 14 років. А вже у зрілому віці Олег продовжив шити взуття самостійно та захопився створенням шкіряних аксесуарів, у тому числі жіночих сумочок. На момент заснування студії Bob Basset він понад 20 років працював зі шкірою, вивчаючи це ремесло за старовинними книгами про шкіру, хімію та технології.
Офіційно майстерня стала артстудією Bob Basset у 2000-х роках. Із самого початку Олег був провідним засновником. Він хотів, щоби студія створювала речі, які «ніколи раніше не робилися». Щоб його творіння були унікальними та виникали виключно завдяки уяві, Олег ізолювався від художніх книг, телебачення, блогів і навіть від людей.

### Рання історія: перше десятиріччя

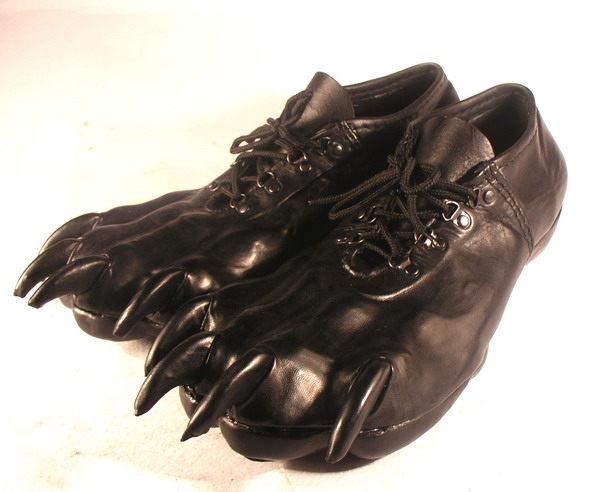
Взуття Bob Basset Paw Shoes

У 1988 році, коли святкування Хелловін ставало популярним у Радянському Союзі завдяки американським фільмам, брати Петрови створили приблизно 10 карнавальних масок, які пізніше продали. У 1989 році майстерня почала створювати шкіряні аксесуари.
Спочатку братам Петровим не вистачало грошей на матеріали, але, не зважаючи на перешкоди, вони продовжували працювати заради амбітної мети. З 2001 року майстерня з початковим капіталом у 50 доларів почала виробляти предмети зі шкіри для українських сексшопів. У той час Інтернет лише розвивався, тож братам доводилося реалізовувати свої вироби особисто. Сергій Петров об'їздив всю Україну, просуваючи та доставляючи предмети зі шкіри. У той час студія була єдиним місцевим виробником шкіряних виробів, яка постачала власну продукцію в сексшопи.
Врешті-решт українські ЗМІ зацікавилися продуктами Bob Basset, але Олег Петров вважав, що робота в секс-індустрії — «не найкращий спосіб досягти безсмертя», тому він почав продавати товари на eBay замість того, щоби діяти як постачальник.
Магазин eBay привернув увагу публіки, і брати почали працювати на замовлення. Пізніше вироби Bob Basset стали доступні для придбання на Makers Market, іншому онлайн-магазині ручної роботи. У 2006 році брати створили обліковий запис Bob Basset у LiveJournal, глобальній платформі для ведення блогів, куди викладали фотографії своїх творінь для широкої публіки.
У квітні 2007 року Bob Basset представив маску Ктулху.
Зі зростанням популярності в Інтернеті Bob Basset почав набувати прихильників і клієнтів. До 2008 року студія отримує міжнародне визнання завдяки низці статей і згадок про їхню роботу в друкованих виданнях і в Інтернеті.
У 2009 році Bob Basset представив шкіряні туфлі Paw Shoes і рукавиці на шнурівці з кігтями. Фотографії взуття Bob Basset Paw були опубліковані в журналі The New York Times Fashion Magazine.
У 2009 році студія зробила сім або вісім масок для короткометражного фільму Carl Erik Rinsch The Gift, який був частиною колаборації п'яти режисерів під назвою Parallel Lines та представлений продюсерською компанією Рідлі Скотта Ridley Scott Associates production company (RSA Films). Однак лише чотири маски врешті-решт з'явились у стрічці.

### Історія: друге десятиріччя

#### Керівництво Сергія
Олег Петров помер у 2011 році, і його молодший брат Сергій продовжив бізнес самостійно. На 12 років молодший за брата, Сергій також вибрав своїм основним заняттям виготовлення шкіряних предметів. У 1990-х роках він пробував себе в інших професіях, включаючи власне підприємництво і сферу просування. Спочатку робота в майстерні Bob Basset сприймалася Сергієм більше як хобі, але врешті-решт він повернувся в артстудію на повну ставку.
Після смерті брата Сергій Петров вирішив продовжити сімейну справу. Він відмовився залишати оригінальну майстерню Bob Basset, яка розташовувалася в гаражі приватного будинку на околиці Харкова. Сергій став обличчям бренду та його головним художником. Він очолив бізнес, контролював виробничий процес, висував ідеї та керував персоналом.
Сергій Петров вважає себе основоположником оригінальної концепції протигаза в стилі стимпанк. Коли брати почали розміщувати свої творіння на eBay, там було близько 700 найменувань під назвою «steampunk». Bob Basset успішно відокремив свої вироби від цих предметів, увівши термін «steampunk gas mask».

#### Світове визнання
Восени 2010 року Vogue Hommes опублікував десятисторінкову фотосесію з моделями стиліста Panos Yiapanis. Шкіряні маски Bob Basset носили всі моделі, доповнюючи вбрання модних брендів Yves Saint Laurent, Givenchy, Prada, Marc Jacobs, Louis Vuitton та інших.
У 2010 році італійський дизайнер одягу Ріккардо Тіші замовив маски Bob Basset для показу чоловічої колекції Givenchy Весна-Літо 2011. Щоби вчасно виготовити сім масок, студія працювала цілодобово чотири дні.
Колекція, основним аксесуаром якої є шкіряні маски Bob Basset, була представлена на Paris Fashion Week. Пізніше маски використовувалися в фотосесії для рекламних плакатів та виставлялися у вітринах бутиків Givenchy.
Після партнерства з Givenchy Bob Basset став відомим у всьому світі.  Та лише ставши популярною за кордоном, студія отримала визнання у своїй рідній країні, в Україні.

#### Подальше партнерство
У 2012 році Bob Basset співпрацював у проєктах із двома українськими брендами: sasha.kanevski та L'UVE (у партнерстві з дизайнеркою Валерією Ковальською).
У 2017 році маски Bob Basset використовувалися на показі італійської марки Balossa. Колекція була представлена на Lviv Fashion Week 2017, а образи всіх моделей доповнили маски й аксесуари студії. Рік по тому Bob Basset надав маски для фотосесії взуттєвого бренду Ganor Dominic.
Bob Basset створив маску для персонажа браузерної гри від міжнародної компанії Plarium, офіс якої знаходиться в Харкові, Україна.

### Історія: третє десятиріччя
Під час пандеміі коронавірусної хвороби у 2020 року Bob Basset створив дизайн маски, яку можна було б використовувати як тимчасову заміну або на додаток до медичної маски. Конструкція маски проста: для її виготовлення потрібно всього п'ять хвилин, аркуш паперу формату А4, кілька канцелярських гумок і ножиці. Сергій Петров зауважив, що його маска може бути корисною для запобігання поширенню вірусу повітряно-крапельним шляхом, якби її носила хвора людина, але підкреслив, що вона безпосередньо не захищає людей від вірусу.

#### Арт-студія Bob Basset у період російського вторгнення
На початку російського вторгнення Сергій Петров був вимушений евакуюватися з Харкова у Львів з мінімальною кількістю інструментів і обладнання. За його словами, харківська майстерня не постраждала від обстрілів, але працювати в місті, яке практично щодня обстрілюють, небезпечно. У Львові він створив майстерню, продовжує виготовляти маски й допомагає армії — збирає гроші на протигази, налагодив виробництво бронежилетів. «Немає жодного місця у світі, де б мені було настільки добре жити і працювати, як в Харкові. Я обов'язково повернуся в Харків». Студія також відмовилася від матеріалів з Білорусі.
Bob Basset надали в якості лотів арт-об'єкти для двох аукціонів бойових трофеїв та мистецтва «Історія в об’єктах», які проходили у Львівському муніципальному мистецькому центрі влітку 2022. Один з об’єктів був проданий за 55 000 грн при стартовій ціні 29 542 грн, ставши найдорожчим лотом I аукціону. Загалом на аукціоні вдалось зібрати 205 510 грн. Кошти скерували у благодійний фонд UAID для закупівлі необхідних речей на передову.
Під час війни Сергій Петров почав використовувати як елементи масок стріляні гільзи з місць бойових дій. «У кожної є своя історія. Може, це була чиясь остання куля», — розповів він в інтерв’ю New York Times.
У 2022 році Сергій Петров був включений в антологію сучасного українського візуального мистецтва «НеСвідоме мистецтво. Художні рефлексії. Україна після 2013-го» Олесі Геращенко (Шамбур), яка вийшла в видавництві «Основи». В збірку з 100 репродукціями та 50 інтерв’ю з художниками, мистецтвознавцями та кураторами вошла «Маска Майдану», створена студією у 2013 році.
Арт-студія та Сергій Петров стали одними з героїв документального фільму Девіда Гутніка «Правило двох стін», який досліджує війну в Україні крізь призму бачення митців, які живуть і творять під час бойових дій. Кадр з Сергієм Петровим потрапив на офіційний постер стрічки. Світова прем'єра відбулася у червні 2023 року на міжнародному кінофестивалі «Трайбека» (США), де картину відзначили нагородою за роботу в галузі прав людини та мистецького самовираження. Фільм став учасником міжнародної та національної конкурсних програм XIV Одеського міжнародного кінофестивалю й отримав Спеціальну відзнаку Міжнародного конкурсу.
У вересні 2023 року арт-студія презентувала свою нову роботу в колаборації: чорну шкіряну маску у формі черепа, прикрашену срібними деталями київського бренду Sania.Jeweler.
У вересні 2024 року роботи Bob Basset обрали для участі у бієнале сучасного ремісництва Homo Faber у Венеції. Однак, не всі роботи вдалося доставити для експозиції: в одній з масок арт-студії використовуються гільзи, які викликали питання на митниці. 

##### Gas masks for Ukraine
На початку березня 2023 року Боб Бассет, Кирило Кисляков та Тимур Дорофєєв організували благодійну ініціативу «Gas masks for Ukraine». Головною метою цього проекту було проведення лотереї для збору коштів на закупівлю протигазів для українців. Це була відповідь на неминучу загрозу потенційної хімічної атаки зі сторони росії в густонаселених районах у той період війни. У реалізації проєкту допоміг український дослідник Андрій Губський, якого Тимур Дорофєєв запросив розробити інтерактивну платформу для лотереї. Лотерея офіційно стартувала 12 квітня, ціна одного квитка становила 30 євро. До 24 квітня було продано 50% квитків. До 3 травня всі наявні квитки були продані. Виграшний квиток було оприлюднено у прямому ефірі 4 травня. Кошти від лотереї були використані для придбання протигазів, перша партія закупівель була завершена 16 червня. Протигази, за словами Сергія Петрова, передали на херсонський напрямок та на Харківщину для Національної гвардії.

##### Маска для героя
Bob Basset зробив маску для юриста і військовослужбовця Масі Найєма, який втратив око. Маска «захищає частину обличчя та ока... кріпиться на двох ремінцях і не заважає рухатися». За словами Сергія Петрова, цей проєкт важливий для нього ще й з особистих причин: він сам має проблеми з оком й роками соромився своєї косоокості, й раніше робив подібну маску для себе. Пізніше Сергій Петров пообіцяв зробити декілька схожих масок для інших захисників України, які втратили око на війні. Згодом проєкт отримав назву «Маска для героя» та підтримку від Institut für die Wissenschaften vom Menschen у Відні в рамках програми інституту Documenting Ukraine. Наступним власником маски для ока став український військовий, боєць полку Азов, із позивним Крішна, який отримав поранення в Маріуполі.

### Суперечки
У 2012 році дизайн gas mask у стилі стимпанк Bob Basset був запозичений компанією Design Toscano, яка виставила свою версію на продаж на eBay як свій оригінальний продукт. Пізніше Design Toscano вибачилася, звинувативши дизайнера, який вкрав ідею. Зрештою, Bob Basset отримав гонорар за дизайн.

## Досягнення успіху
Попри те, що маски та предмети Bob Basset використовують представники різних галузей, сам Петров сприймає свої роботи як мистецтво, а не модні аксесуари.

### Визнання

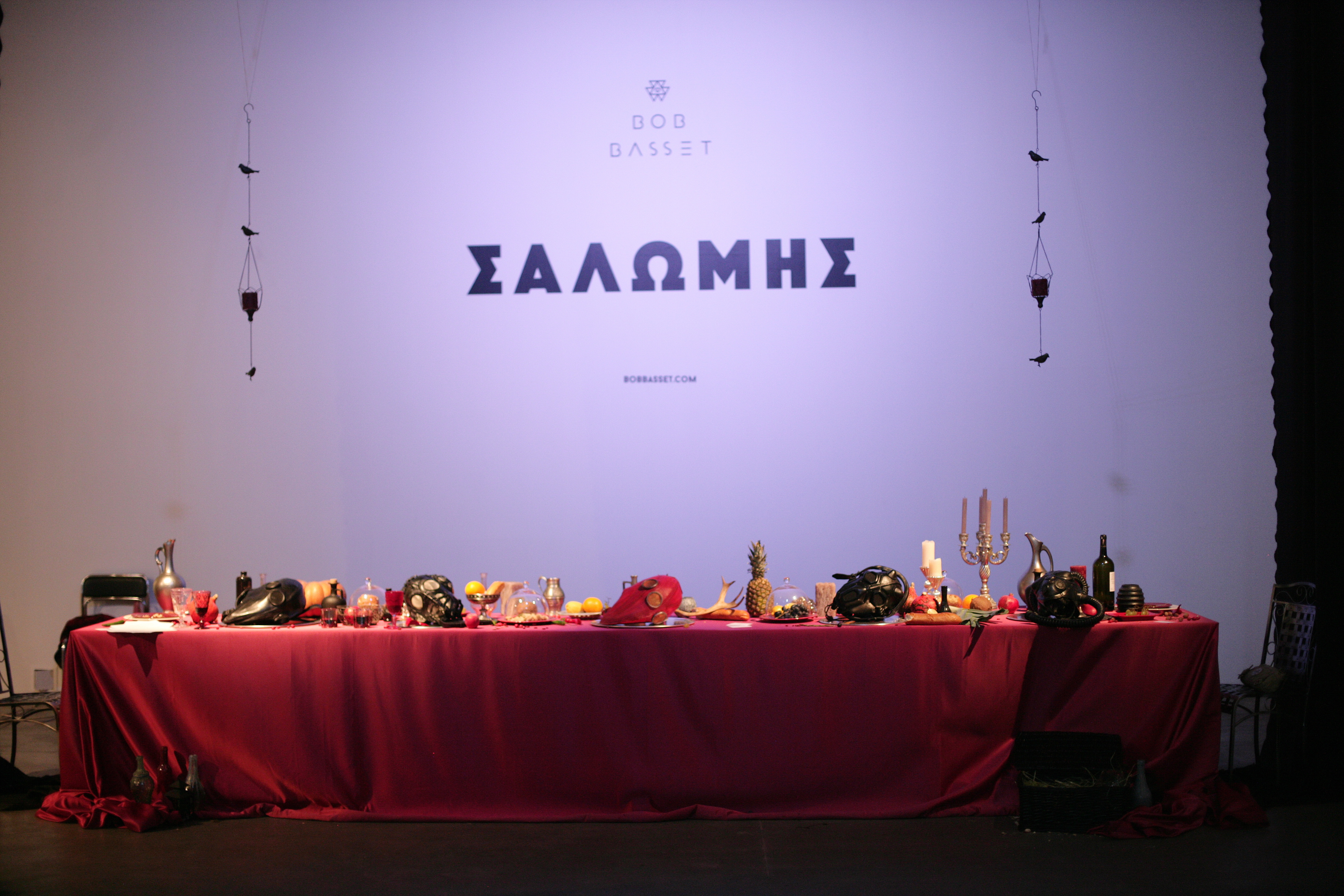
Презентація колекції Bob Basset ΣΑΛΩΜΗΣ

У 2016 році Vogue International включив Bob Basset до списку дев'яти революційних українських дизайнерів. Роботи студії публікувалися в журналах Vogue International, The New York Times Fashion Magazine, WAD, Vice U.K. U.K., Bizarre, METCHA, L'Uomo Vogue, INSIDE Artzine, Trendson та в інших.
Вільям Гібсон, якого вважають засновником стилю стимпанк оголосив продукцію Bob Basset «мало не єдиним існуючим об’єктом цього жанру». Після схвалення William Gibson люди почали називати Bob Basset «гуру сучасного стимпанку».
Одного разу студія провела приватну виставку для режисера і художника Девід Лінч, коли той відвідав Київ. David Lynch високо оцінив роботи митця.
Ще один клієнт Bob Basset — Корі Докторов, автор посткіберпанку і наукової фантастики та співредактор блогу Boing Boing. Деякі роботи Bob Basset належать Гаріку Корогодському, бізнесменові, письменнику й блогеру з Києва, а також Євгену Чичваркіну, російському бізнесменові та підприємцю.
Маски Bob Basset часто купують для міжнародних і українських приватних колекцій. За даними на 2017 рік, найбільша колекція Bob Basset в Україні, що складається з 22-х масок, належала київському рестораторові Дмитру Борисову.
Ряд масок входить до міжнародної колекції Richard Neufeld (координатора програми дизайну та візуального мистецтва в канадському Cambrian College). У 2018 році вони були надані власником для виставки Curious Couture: Fab Fashions & Personal Collections exhibition, що відбулася у Садбері, Канада.

### Покази та колекції
У 2013 році маски Bob Basset були представлені на показі Berlin Fashion Week у партнерстві з українським брендом sasha.kanevski.
У 2014 році Bob Basset представив нову колекцію масок і аксесуарів Mashrabiya в рамках Ukrainian Fashion Week. Основним елементом колекції став зразок традиційної арабської архітектури. Крім масок, до колекції увійшли шкіряні аксесуари: сумки, клатчі, браслети та чохли для iPad.
У наступному році на Ukrainian Fashion Week 2015 була представлена нова колекція масок Bob Basset — ΣΑΛΩΜΗΣ. Колекція складалася з п'яти предметів, які були одночасно масками й сумками.
У 2015—2016 роках Bob Basset створив іронічні колекції масок для яєць. Колекція 2015 року під назвою Survivors зображала яйця, які пережили Великдень, у мініверсіях масок, створених за попередні роки. Колекція яєчних масок 2016 року, названа Calvary (або Golgotha), складалася з мініверсій інших масок Bob Basset, значущих для творця, і зображала учасників Розп'яття Христового. У 2019, коли World Record Egg стало популярним у всьому світі, експозиція яєць Bob Basset набула нового значення.
У 2017 році маски Bob Basset були представлені в колекції італійського бренду одягу Balossa на показі Lviv Fashion Week.

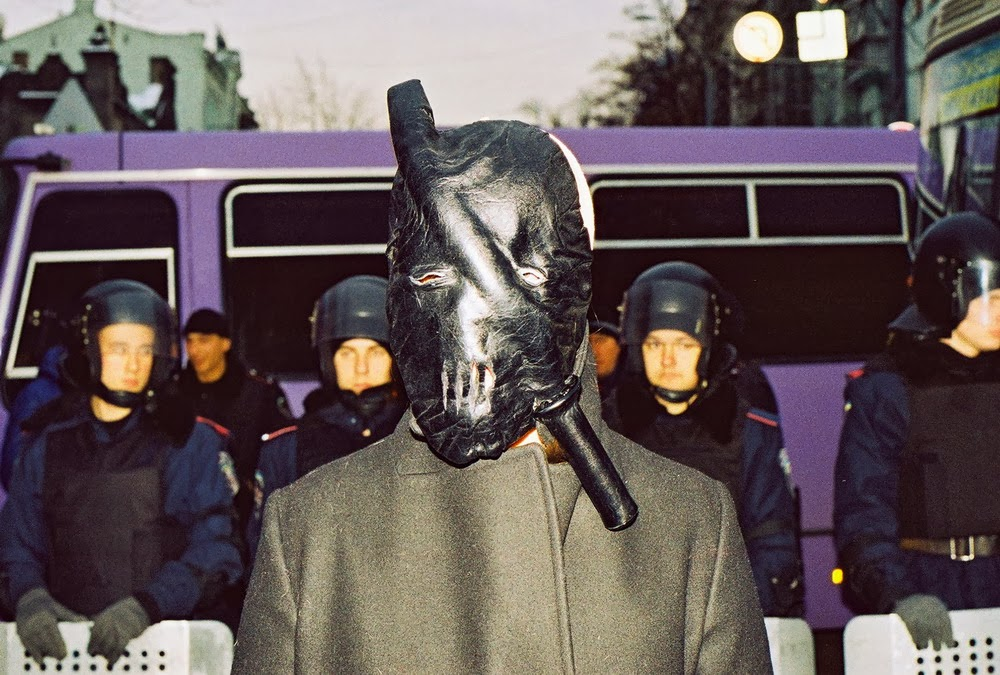
Bob Basset Маска Майдану, створена під час української революції 2013—2014 років.

У 2019 Bob Basset презентував свою нову колекцію Turnskin.

### Колаборації та інші проєкти
Bob Basset якось створив маску для собаки бультер'єра, але пізніше відмовився від цієї ідеї, вважаючи це жорстоким поводженням з тваринами. Пізніше ідея була втілена у шкіряну собаку в стилі стимпанк, яка завоювала популярність на багатьох виставках. Сергій Петров цінує цей твір мистецтва також як пам'ять, адже в основі його — реальна собака, яку сім'я Сергія врятувала з вулиці.
У 2016 році Bob Basset створив байкерську маску для мотоциклетного проєкту Iron Custom Motorcycles із рекорду швидкості під назвою Inspirium.
Під час Євромайдану Сергій Петров взяв участь у декількох проукраїнських протестах у Харкові. Ці події вплинули як на його політичну позицію, так і на мистецтво. «До 2014 року я не надавав значення своєму походженню: ніщо в моїй творчості не говорило про Україну. У той час я просто хотів бути художником світу. Після того року українство набуло зовсім іншої ваги. Моя національна ідентичність починає відчуватися все більше і більше, навіть якщо те, що я роблю, продовжує мати глобальний характер». Наприкінці 2013 року Bob Basset представив Маску Майдану, яка схожа на кийок, що розбиває обличчя її власника. Фото маски опубліковано в журналі Dazed.

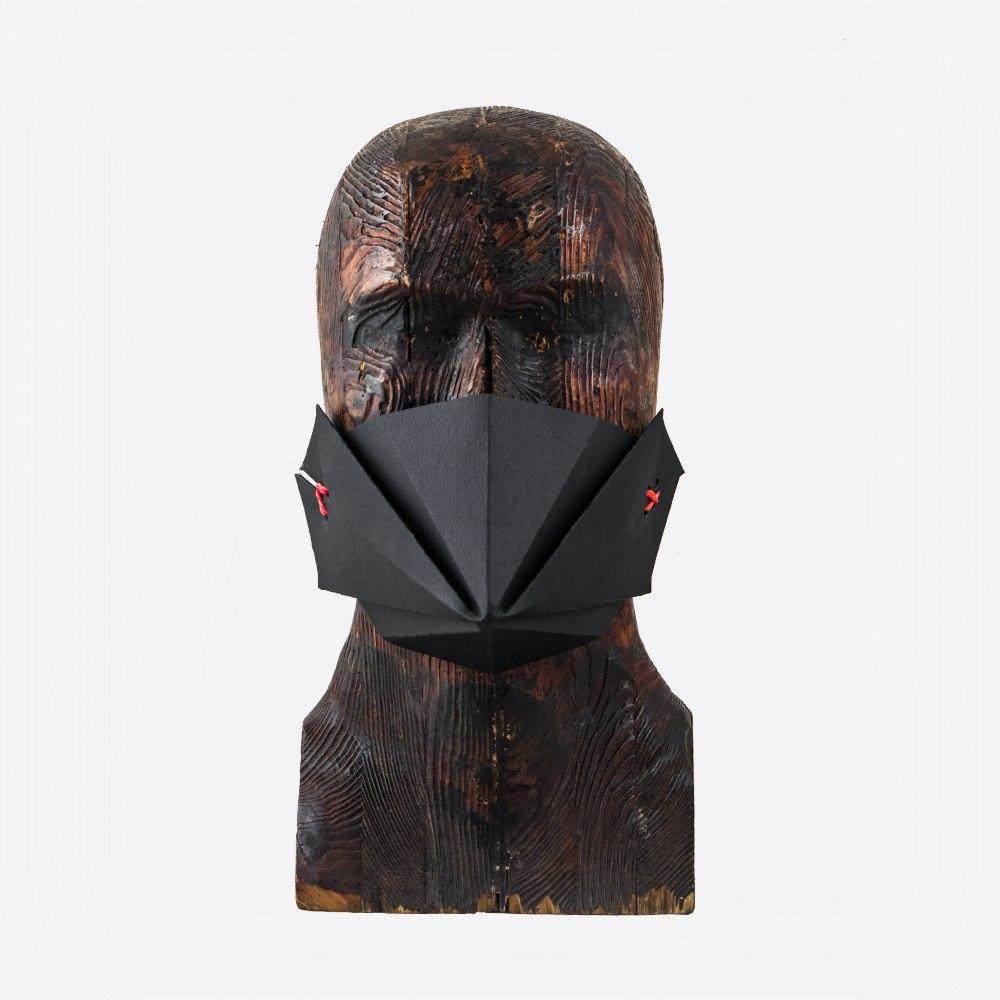
Маска Bob Basset створена під час пандеміі коронавірусної хвороби у 2019 році.

Маска Майдану стала символом політичних репресій в Україні. Вона була присвячена представникам ЗМІ, які працювали в зонах бойових дій та отримали травми та поранення. У 2014 році маска була продана на аукціоні eBay, а прибуток студія пожертвувала Hromadske.TV, на думку Петрова — єдиному представникунезалежної української журналістики того часу. Під час української революції та зародження руху «Зроблено в Україні» Bob Basset отримав новий імпульс визнання у рідній країні. У 2022 році Маска Майдану ввійшла в антологію сучасного українського візуального мистецтва «НеСвідоме мистецтво. Художні рефлексії. Україна після 2013-го».
У 2016 році відбулася перша колаборація з іншим українським художником, Гамлетом Зіньковським. Це було відео під назвою Secret Room, яке згодом митці представили на фестивалі Addiction a L'oeuvre у Парижі.
У 2017 році Сергій Петров з'явився у документальному фільмі Ігоря Померанцева та Лідії Стародубцевої «Ампутація» про українських солдатів, які втратили кінцівки. Співзасновник Bob Basset припустив, що в недалекому майбутньому люди з технологічними і сучасними протезами можуть отримати перевагу над іншими людьми через досконалість і естетику штучних орагнів.
У 2023 році студія почала виготовляти балаклави на підтримку 112-ї бригади ТрО. За словами сержанта бригади Романа Вінтоніва, він давно захоплюється роботами Bob Basset, а кожні 150 грн з продажу однієї балаклави підуть на підтримку бригади.

### Музичні кліпи та музиканти
У 2013 році Сід Вілсон із групи Slipknot (США) замовив у студії маску для своїх виступів. Станом на 2020 рік Bob Basset зробив сім кастомних масок для музиканту Slipknot, які з’являлись у музичних кліпах і під час живих концертів. Всі маски Сіда Вілсона унікальні. У «фанатську» версію маски Сергій Петров вніс навмисні зміни, які обговорювалися з клієнтами. У 2022 році Bob Basset продовжили співпрацю зі Slipknot і створили нову маску для Сіда Вілсона. Маску розробили спеціально до виходу синглу The Dying Song, який увійде до нового альбому The End, So Far. «Це 3 в 1, тобто три маски. Дві з них – змінні, і одна базова. Ми ніколи ще такого не робили. На розробку та виробництво пішло майже пів року», – розповідає Сергій Петров. В новому вигляді Сід Вілсон Slipknot's став головною зіркою кліпу "The Dying Song (Time to Sing)", пише Revolver. За словами Сергія Петрова, у Сіда Вілсона зараз в колекції близько 15 масок Bob Basset, але лише 7 з них він замовив напряму в арт-студії — всі інші він купував на вторинному ринку.
У 2013 році маска Bob Basset з'явилася в кліпі Авріл Лавін (США) на пісню Rock'N'Roll.
Зак Бейрд, клавішник рок-групи Korn (США), під час виступів носив маски Bob Basset. Маска у вигляді голови коня була створена для нього у 2010 році.
У 2013 році маска Bob Basset з'явилася у Metallica (США) у відео Metallica: Крізь неможливе. Маски студії також використовувалися в музичних кліпах груп Otep і Tantric.
У 2016 році маски Bob Basset були задіяні в фотопроєкті, знятому фотографом Дмитром Комісаренком у журналі Design Scene. Маски носив дует Beissoul & Einius (Литва). У 2018 році маски Bob Basset стали ключовим аксесуаром у новому кліпі дуету на пісню Rooftops.
У 2020 році маски Bob Basset Steam Vibes та Loudspeaker Master були використані в музичному відео на пісню Flames британського попспівака Зейна Маліка за участю британських музикантів Jungleboi та голландського ді-джея R3hab.
Шведський рокгурт Ghost замовив у Bob Basset 8 масок для світового туру 2022 року Imperatour. Маски у вигляді протигазів створені в близькому до стімпанку стилі з шкіри, латуні, рогами (їх робили зі справжніх коров’ячих рогів). Сергій Петров говорить, що студія вперше зробила копії одного виробу — Ghost потрібні були 8 масок за індивідуальними параметрами. Також для соліста гурту Bob Basset виготовили двометрові драконові крила.

### Фільми
Предмети студії Bob Basset популярні серед зірок кінематографу. Маски фігурували в промо американського телешоу Останній корабель; голлівудська актриса Елізабет Бенкс використовувала маску з колекції Mashrabiya у своїй фотосесії для журналу Flaunt у 2014 році. Також маска була зроблена для головного героя новозеландського фільму The Dwarves of Demrel.
У 2009 році Carl Erik Rinsch обрав маски Bob Basset для короткометражного фільму під назвою The Gift — у проєкті Parallel Lines, випущеному продюсерською компанією Рідлі Скотта Ridley Scott Associates (RSA Films) production company. Маски Bob Basset також використовувалися у кінокартинах Майкла Бея.

Bob Basset для Sid Wilson та Elizabeth Banks
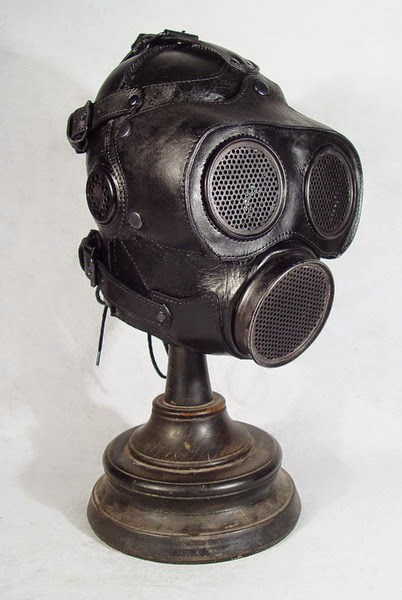
Маска Bob Basset для Сід Вілсон
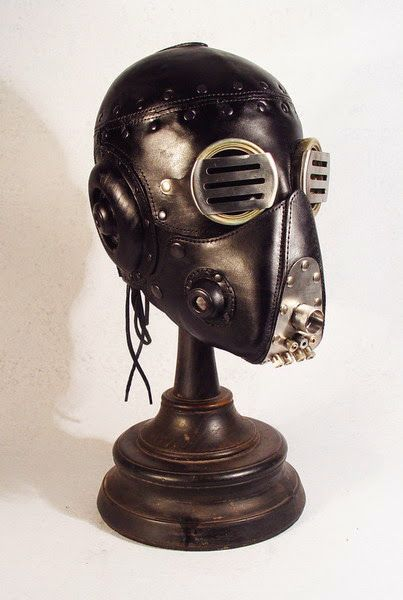
Маска Bob Basset для Сід Вілсон
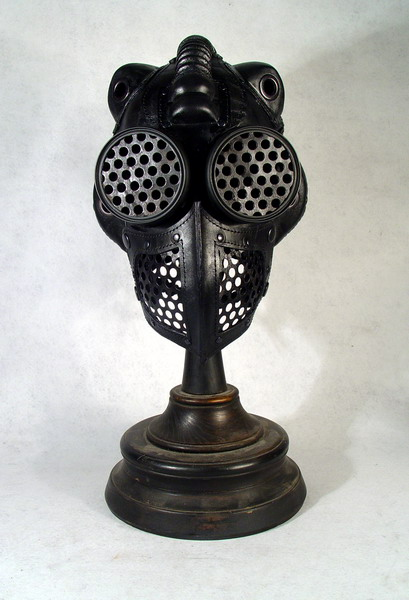
Маска Bob Basset для Сід Вілсон
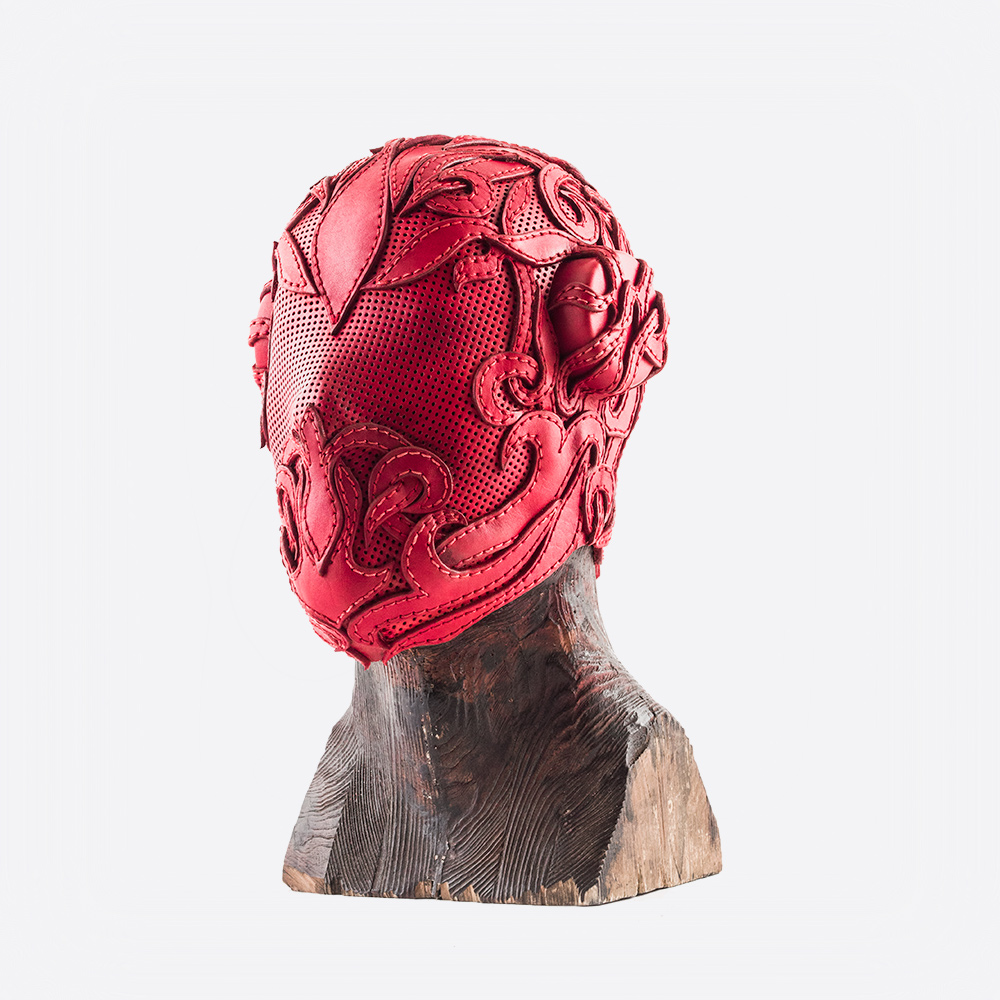
Маска Bob Basset з колекції Mashrabiya, використана в фотосесії Елізабет Бенкс для журналу Flaunt

### Виставки
Мистецтво Bob Basset було представлено по всій Європі, в США та Великій Британії. Петров виставлявся в Парижі (Франція), у Нью-Йорку (США), Лондоні (Велика Британія), Мілані (Італія), Лімі (Перу), Сеулі (Південна Корея), Токіо (Японія), Пекіні й Гонконгу (Китай), в Києві, Харкові, Одесі, Полтаві, Донецьку (Україна) та багатьох інших містах.
Оскільки більшість творів Bob Basset зберігаються в приватних колекціях по всьому світу, організувати виставку в Україні буває непросто. Проте у 2017 році відбувся попередній перегляд першої ретроспективної виставки студії Entity в галереї parfum büro в Києві. Пізніше в тому ж році виставка відкрилася в Bereznitsky Aesthetics у Києві. Більшість з представлених предметів були запозичені для демонстрації з приватних колекцій в Парижі, Нью-Йорку, Токіо, Мілані, Сеулі та Лондоні.
Також у 2017 році Bob Basset вперше виставлявся у рідному місті студії, у Харкові. Спеціальна виставка «Мистецтво і мода: новий вимір» пройшла в «ЄрміловЦентрі» в рамках Ночі музеїв — подія, яка є частиною міжнародного проєкту Міжнародний день музеїв, в якому беруть участь понад 1 000 світових організацій. Виставка Bob Basset вважалася однією з головних подій усього проєкту Ніч музеїв та була доступна публіці протягом ночі.
На виставці Bob Basset представив новинки — художні черепи, створені у співпраці з українськими художниками Гамлетом Зіньківським і Аліною Замановою, а також різні маски з колекцій ΣΑΛΩΜΗΣ, Cyber Dog, мінімумії та інші предмети. Під час заходу Bob Basset і Гамлет Зіньківський анонсували майбутню спільну виставку «Предмети».
У 2018 році перуанський художник Conrad Florez запросив Bob Basset і Гамлета Зіньківського привезти своє мистецтво в Лімі, Перу. Українські художники взяли участь у виставці NEGRO в Monumental Callao Art center разом із Conrad Florez і ще одним художником, Andrea Barreda. Bob Basset представив у Лімі шість масок. Пізніше місцевий галерист придбав вироби Bob Basset.
Bob Basset подарував дві маски Conrad Florez, який розмалював їх у власному, притаманному йому стилі. Ці маски, які Петров назвав «унікальним зразком українсько-перуанського мистецтва», також експонувалися на виставці в Лімі. Українські художники взяли участь у фотопроєкті на вулицях Ліми під назвою Carnavale.
У 2018 році перша спільна виставка Bob Basset й Гамлета Зіньківського «Предмети» пройшла в «ЄрміловЦентрі» в Харкові, рідному місті художників. Понад 2 000 осіб відвідали виставку за перші вихідні, і більше ніж 15 тисяч — за весь термін проведення, що зробило її найбільш відвідуваною виставкою в історії артцентру на той час.
Виставка створена в стилі «ready-made», мета якого — «вивести об'єкт із нехудожнього простору в художній та змінити його сприйняття». Bob Basset представив 19 шкіряних масок і собаку в стилі стимпанк. Був показаний відеоролик митців Secret Room. Відвідувачі могли «приміряти» деякі маски Bob Basset за допомогою унікальної конструкції дзеркал із частково витравленою амальгамою, що дозволяло відвідувачам побачити у відображенні маску Bob Basset на рівні голови. Уперше Сергій Петров продемонстрував маски таким чином. В іншій виставковій залі, у рамках соціального експерименту, можна було вистрілити в артоб'єкт з пневматичної гвинтівки. Мішенями стали маска Bob Basset й два графічних портрети Зіньківського. Того ж року Bob Basset і Зіньківський представили виставку в галереї Art Jump у Полтаві, Україна.
У 2019 частина виставки «Предмети» та інсталяція Bob Basset Calvary (або Golgotha) були представлені на Ukrainian Fashion Week. Це був перший візит художників на UFW у рамках партнерського проєкту, а Bob Basset уперше публічно представив інсталяцію Golgotha.

Виставки Bob Basset у 2018 році
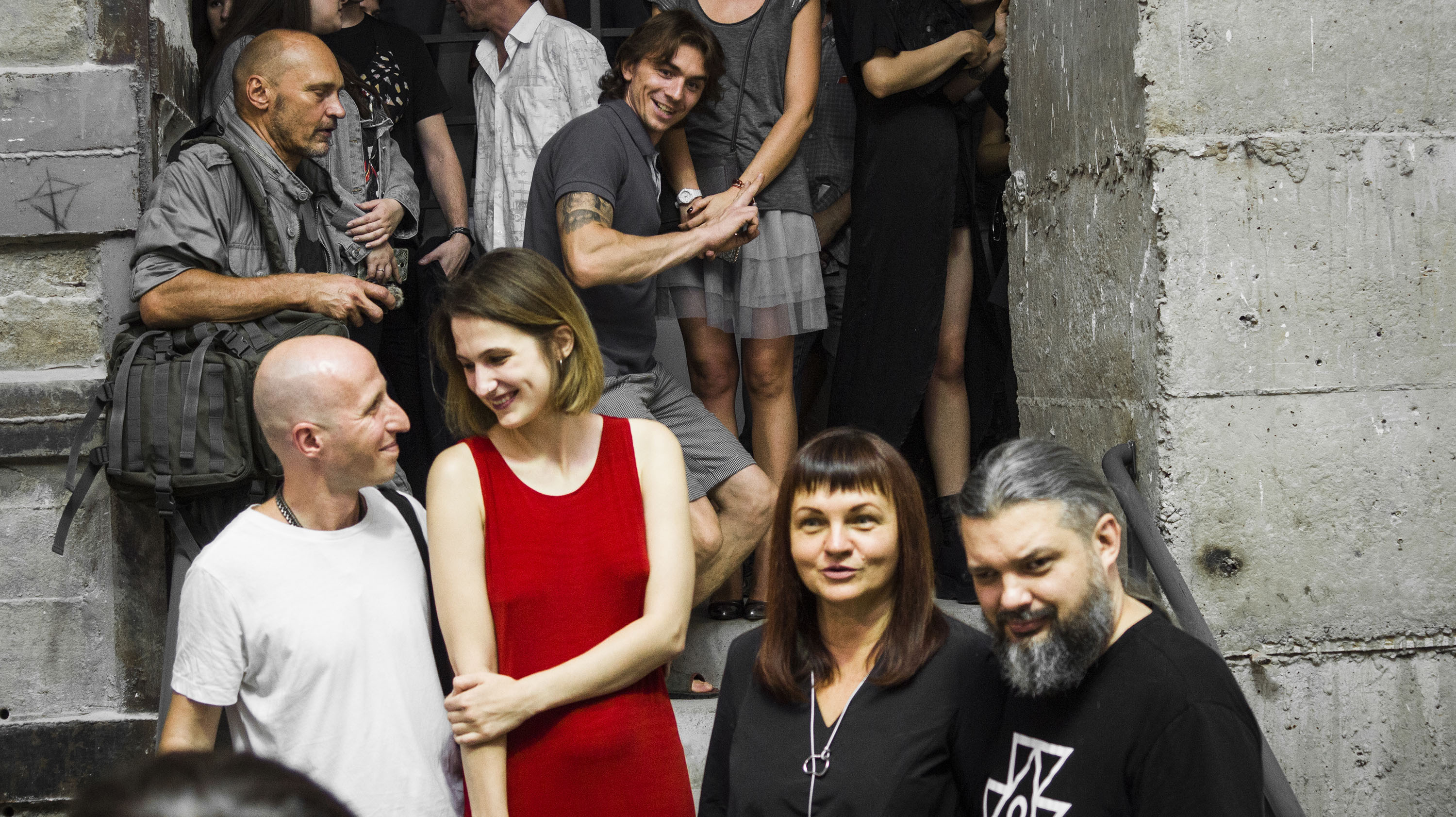
Bob Basset і Гамлет Зіньківський на спільній виставці «Предмети» у Харкові, Україна, 2018
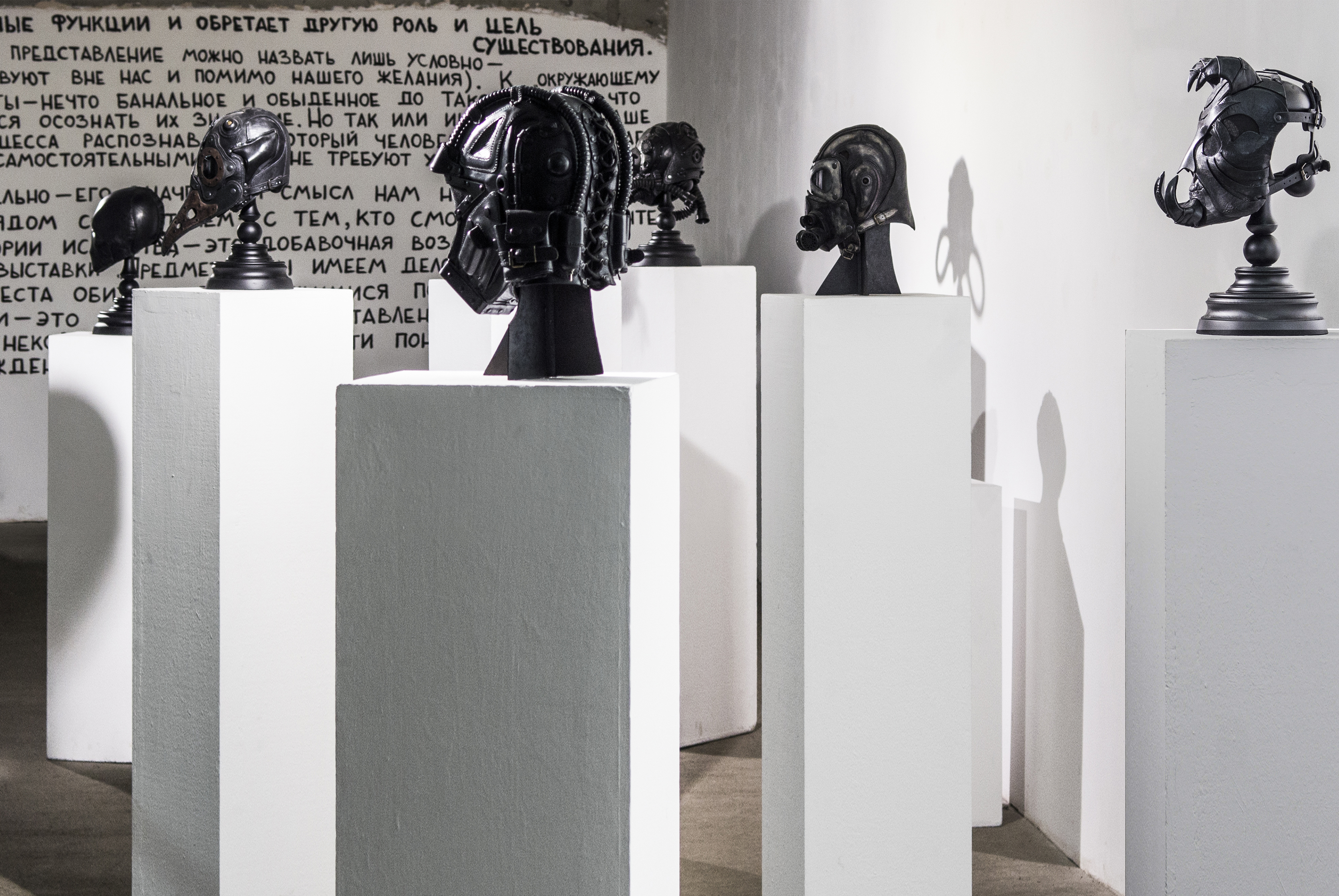
Виставка Bob Basset і Гамлета Зіньківського «Предмети», Харків, Україна, 2018
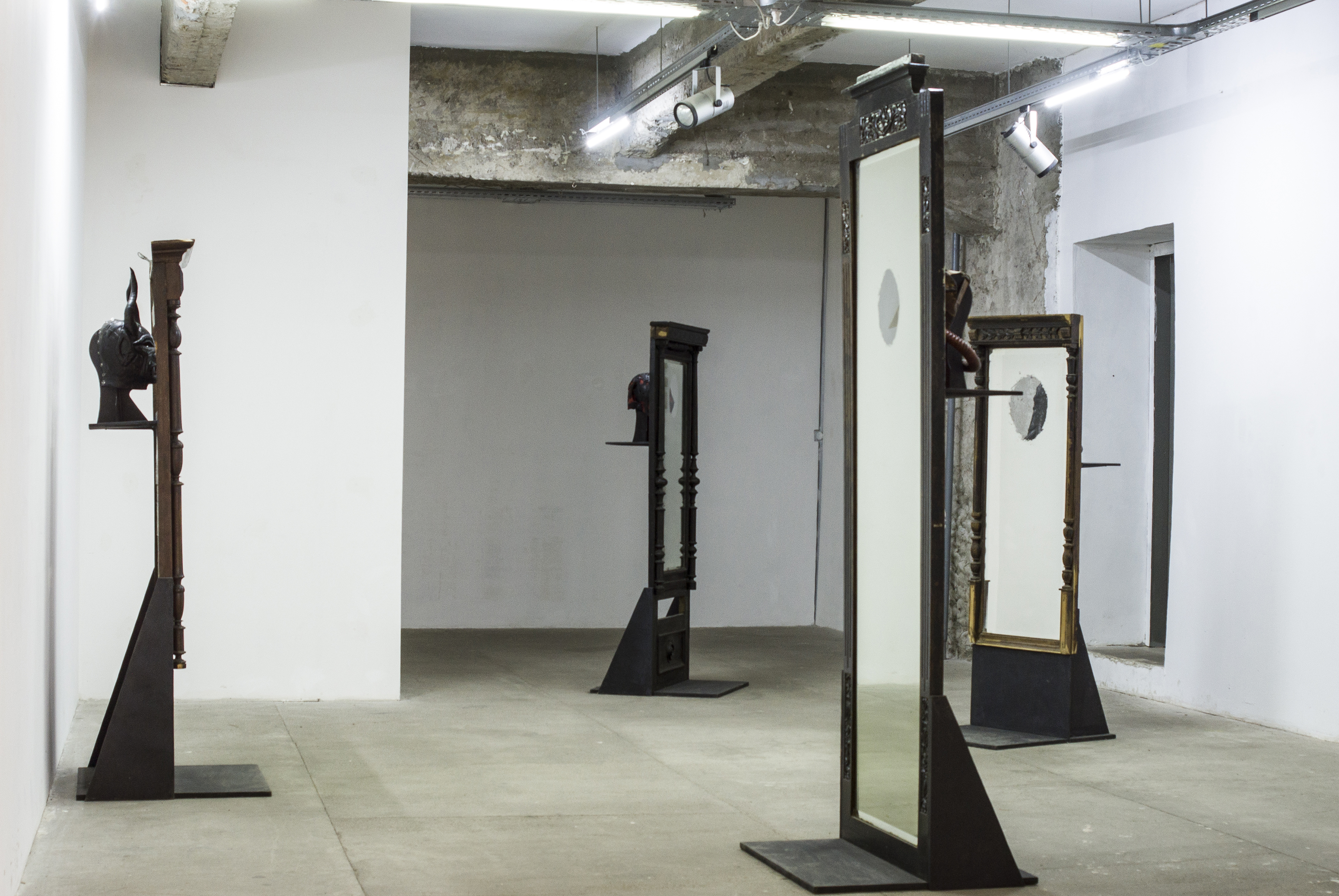
Установка масок і дзеркал Bob Basset на виставці «Предмети», Харків, Україна, 2018
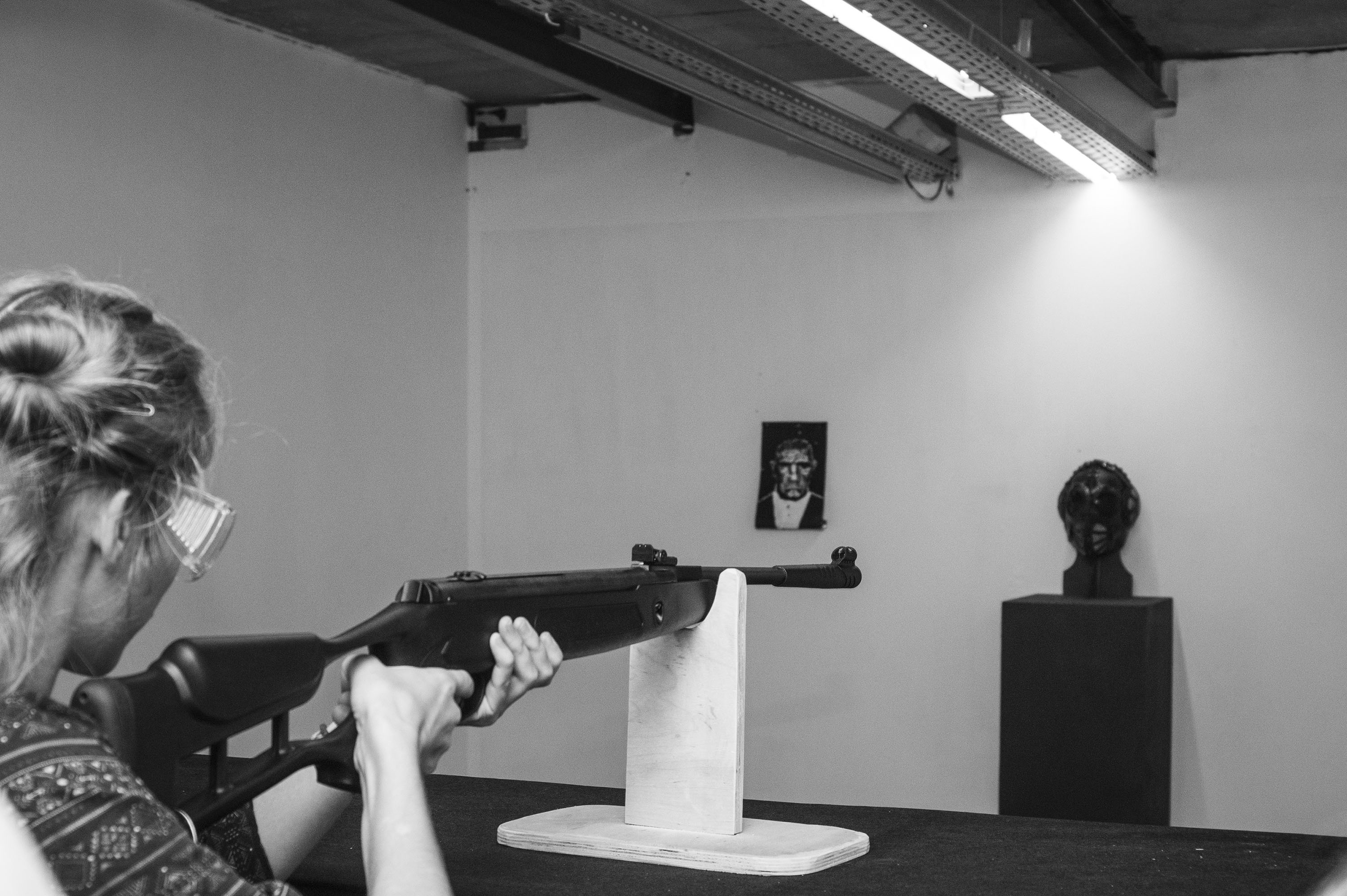
Маска Bob Basset та портрети Гамлета Зіньківського як мішені артсоціального експерименту. Виставка «Предмети», Харків, Україна, 2018
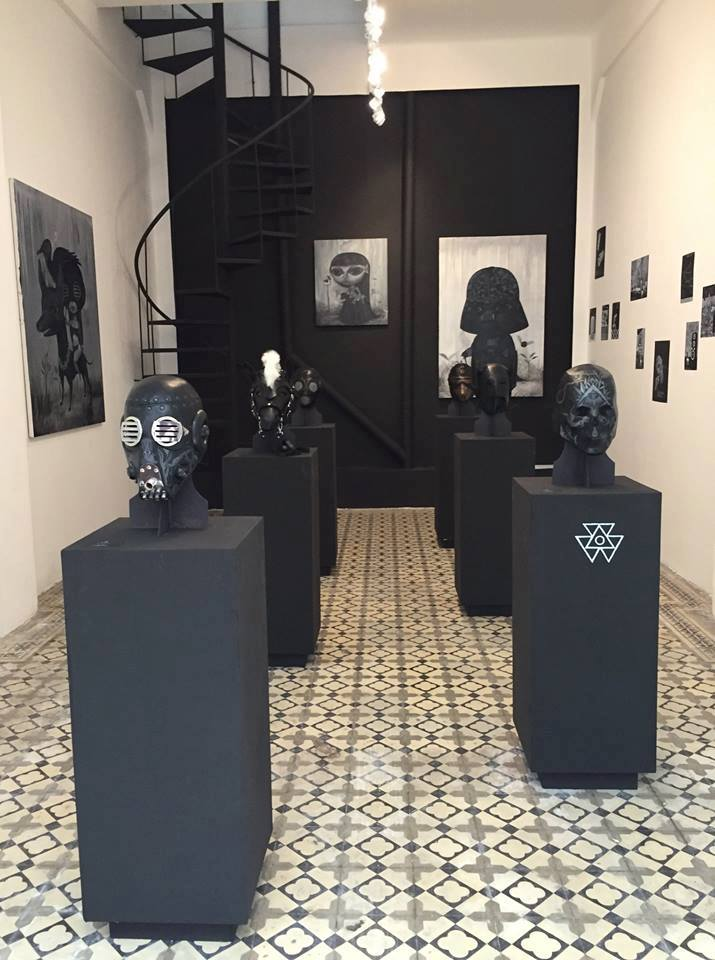
Bob Basset у масках на виставці NEGRO у Лімі, Перу, 2018

#### Список виставок
| Year | Name                                                 | Location                | Gallery                                      | Ref                               |
| ---- | ---------------------------------------------------- | ----------------------- | -------------------------------------------- | --------------------------------- |
| 2024 | Homo Faber 2024: The Journey of Life                 | Венеція, Італія         | Fondazione Giorgio Cini                      | [ 43 ] [ 44 ]                     |
| 2022 | Sonya Gallery Project                                | Нью-Йорк, США           | Sunflower Network project                    | [ 85 ]                            |
| 2019 | Предмети                                             | Київ, Україна           | «Мистецький арсенал»                         | [ 7 ] [ 8 ]                       |
| 2018 | negro                                                | Ліма, Перу              | Артцентр Monumental Callao                   | [ 56 ] [ 81 ] [ 12 ]              |
| 2018 | Предмети                                             | Харків, Україна         | «ЄрміловЦентр»                               | [ 68 ] [ 66 ] [ 22 ] [ 60 ] [ 7 ] |
| 2018 | Предмети                                             | Полтава, Україна        | Art Jump                                     | [ 7 ] [ 67 ]                      |
| 2018 | Curious Couture: Fab Fashions & Personal Collections | Садбері, Канада         | Cambrian College’s Open Studio               | [ 86 ]                            |
| 2017 | Створіння                                            | Одеса, Україна          | Invogue#Art Gallery                          | [ 87 ]                            |
| 2017 | Entity (прев’ю-виставка)                             | Київ, Україна           | parfum büro                                  | [ 5 ] [ 83 ]                      |
| 2017 | Entity                                               | Київ, Україна           | Bereznitsky Aesthetics Gallery               | [ 30 ]                            |
| 2017 | Art&Fashion: New Dimension                           | Харків, Україна         | «ЄрміловЦентр»                               | [ 30 ] [ 82 ]                     |
| 2015 | Behind the mask                                      | Київ, Україна           | ГОГОЛЬFEST, «Експоцентр України»             | [ 88 ]                            |
| 2015 | URBAN Habitat                                        | Одеса, Україна          | Галерея «Жовті велетні»                      | [ 89 ]                            |
| 2014 | Through Maidan and Beyond                            | Відень, Австрія         | Architekturzentrum                           | [ 90 ]                            |
| 2014 | Mashrabiya                                           | Київ, Україна           | Ukrainian Fashion Week, «Мистецький арсенал» | [ 91 ]                            |
| 2014 | Asia's First Steampunk Art Exhibition                | Південна Корея          |                                              | [ 92 ]                            |
| 2014 | Steampunk Art                                        | Сеул, Південна Корея    |                                              | [ 53 ]                            |
| 2014 | Steampunk Art                                        | Пекін, Китай            |                                              | [ 53 ]                            |
| 2014 | Survival is an Art: The Last Ship Experience         | Нью-Йорк, США           |                                              | [ 79 ]                            |
| 2013 | Futur anterieur/Future Perfect                       | Нью-Йорк, США           |                                              | [ 93 ]                            |
| 2013 | IV Fine Art Ukraine                                  | Київ, Україна           | «Мистецький арсенал»                         | [ 94 ]                            |
| 2013 | Маски: грані реальності                              | Донецьк, Україна        | Виставковий артцентр                         | [ 94 ]                            |
| 2012 | Future Perfect                                       | Париж, Франція          | Galerie Du Jour Agnès B.                     | [ 95 ]                            |
| 2011 | The Great Steampunk Exhibition                       | Лондон, Велика Британія |                                              | [ 53 ]                            |